# Geiswiller-Zœbersdorf
Geiswiller-Zœbersdorf is een gemeente in het Franse departement Bas-Rhin (regio Grand Est). De plaats maakt deel uit van het arrondissement Saverne. Geiswiller-Zœbersdorf is op 1 januari 2018 ontstaan door de fusie van de gemeenten Geiswiller en Zœbersdorf. De gemeente telde 388 inwoners op 1 januari 2022.

## Geografie
De oppervlakte van Geiswiller-Zœbersdorf bedroeg op 1 januari 2022 5,05 vierkante kilometer; de bevolkingsdichtheid was toen 76,8 inwoners per km². 

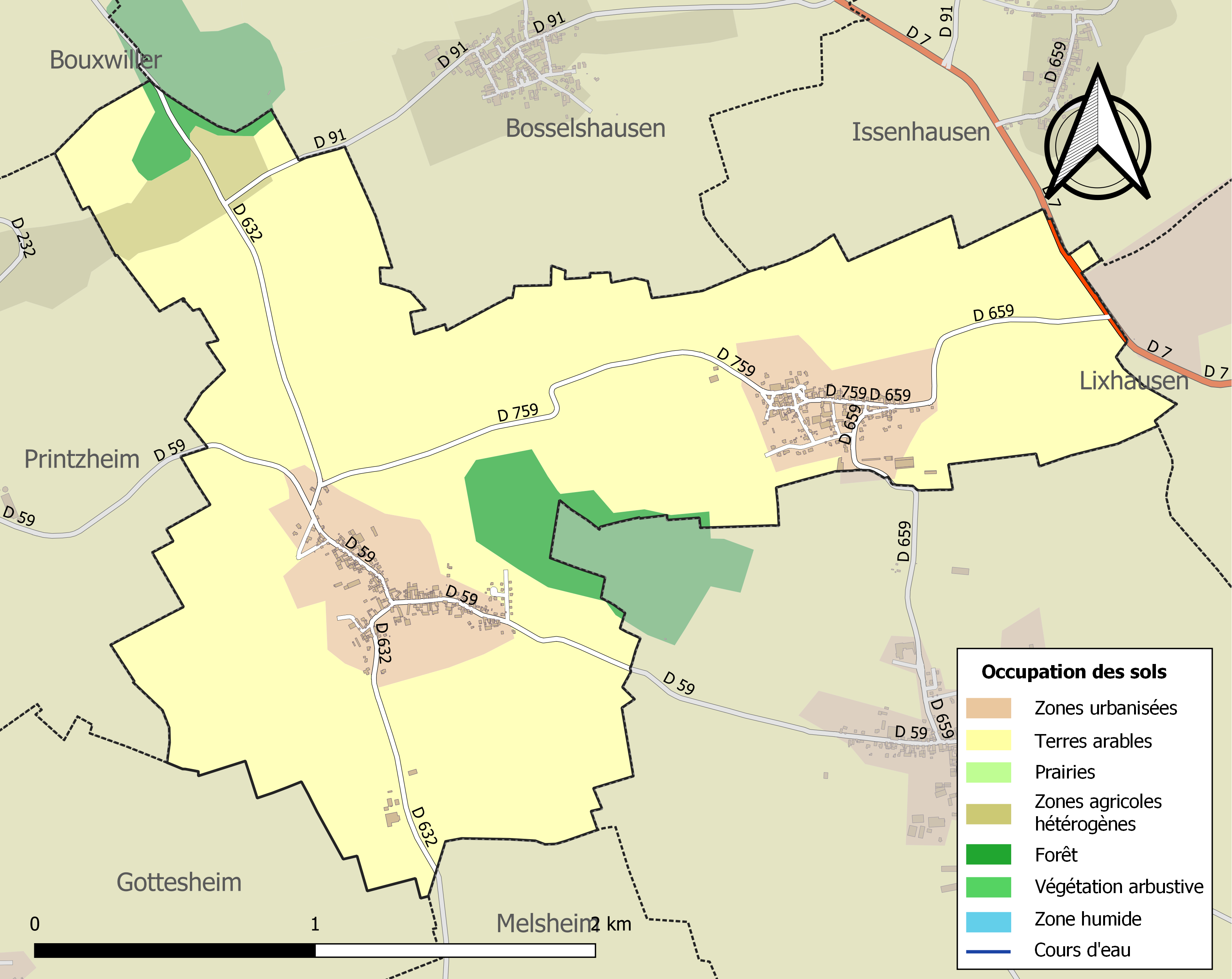
Kaart van de gemeente met de belangrijkste infrastructuur, bodemgebruik en omliggende gemeenten